# Calcio a 5 ai XV Giochi panamericani
Il torneo di calcio a 5 ai Giochi panamericani del 2007 è stato il primo del suo genere e si è svolto all'interno dei XV Giochi panamericani di Rio de Janeiro dal 23 luglio al 28 luglio. Inserito principalmente perché molto popolare in Brasile, paese organizzatore dei Giochi, questo torneo è rimasto anche l'unico disputato all'interno dei Panamericani, non essendo stato inserito dagli organizzatori di Guadalajara 2011.
Vi hanno preso parte otto nazionali provenienti da tutto il continente: Brasile (vincitore dei Giochi sudamericani), Paraguay, Cuba, Guatemala, Argentina, Costa Rica, Stati Uniti (Campione CONCACAF) ed Ecuador. Dopo i sei giorni di gare a guadagnare il titolo di campione panamericano è stato il Brasile che in finale ha battuto l'Argentina per 4-1. Al terzo posto è giunto il Paraguay che ha battuto la Costa Rica dopo due tempi supplementari.

## Prima fase

### Girone A

#### Classifica
| Pos. | Squadra   | Pt | G | V | N | P | GF | GS | DR  |
| ---- | --------- | -- | - | - | - | - | -- | -- | --- |
| 1.   | Brasile   | 9  | 3 | 3 | 0 | 0 | 14 | 1  | +13 |
| 2.   | Paraguay  | 6  | 3 | 2 | 0 | 1 | 4  | 4  | 0   |
| 3.   | Cuba      | 3  | 3 | 1 | 0 | 2 | 5  | 10 | -5  |
| 4.   | Guatemala | 0  | 3 | 0 | 0 | 3 | 2  | 10 | -8  |

#### Risultati
| Arbitri: | Sergio Ghibaudi Álvaro Sacarelo |

|             |           |                        |
| Olivera 37’ | Marcatori | 16’ Jara 32’ Santander |

| Arbitri: | Néstor Valiente Jason Krnac |

|                                             |           |            |
| Ciço 5’ Valdin 11’ Marquinho 12’ Falcão 31’ | Marcatori | 12’ Mérida |

| Arbitri: | Vladimir Maso Sergio Ghibaudi |

|                 |           |             |
| J. Ortiz 1’, 5’ | Marcatori | 3’ Coronado |

| Arbitri: | Jason Krnac Álvaro Sacarelo |

|  |           |                                                                             |
|  | Marcatori | 3’, 14’, 32’ Falcão 8’ Vinícius 13’ Gabriel 16’ Neto 23’ Marquinho 38’ Simi |

| Arbitri: | Tales Goulart Jason Krnac |

|  |           |                                                |
|  | Marcatori | 28’ J. Martínez 30’, 33’ Mesa 38’ Y. Rodríguez |

| Arbitri: | Álvaro Sacarello Sergio Ghibaudi |

|                           |           |  |
| Marquinho 24’ Gabriel 33’ | Marcatori |  |

### Girone B

#### Classifica
| Pos. | Squadra     | Pt | G | V | N | P | GF | GS | DR |
| ---- | ----------- | -- | - | - | - | - | -- | -- | -- |
| 1.   | Argentina   | 7  | 3 | 2 | 1 | 0 | 11 | 3  | +8 |
| 2.   | Costa Rica  | 4  | 3 | 1 | 1 | 1 | 12 | 11 | +1 |
| 3.   | Stati Uniti | 4  | 3 | 1 | 1 | 1 | 11 | 13 | -2 |
| 4.   | Ecuador     | 1  | 3 | 0 | 1 | 2 | 7  | 14 | -7 |

#### Risultati
| Arbitri: | Tales Goulart Sandro Brechane |

|                                |           |                                                          |
| Macías 9’, 12’, 29’ Moyano 14’ | Marcatori | 7’, 29’ Colindres 16’ Quirós 23’, 40’ Vindas 31’ Aguilar |

| Arbitri: | Marco Antônio Marques Vladimir Maso |

|                        |           |                                                       |
| Beasley 15’ Hammes 27’ | Marcatori | 9’ Garcias 19’ Lucuix 24’, 31’ E. González 40’ Planas |

| Arbitri: | Gean Telles Tales Goulart |

|             |           |            |
| Córdoba 31’ | Marcatori | 36’ Lucuix |

| Arbitri: | Sandro Brechane Néstor Valiente |

|                                     |           |                                           |
| Ordoñez 5’ Orellana 16’ Galarza 36’ | Marcatori | 12’ D'Ambra 15’ Stewart 38’ (rig.) Cabral |

| Arbitri: | Néstor Valiente Gean Telles |

|                                                       |           |                                                   |
| Morris 4’ Stewart 29’, 40’ Hammes 31’ Cabral 32’, 40’ | Marcatori | 22’, 34’ (t.l.) Ruiz 35’, 38’ Vindas 37’ Paniagua |

| Arbitri: | Marco Antônio Marques Vladimir Maso |

|                                             |           |  |
| Planas 6’ Cuzzolino 16’, 21’, 40’ Elías 35’ | Marcatori |  |

## Fase a eliminazione diretta

### Semifinali
| Arbitri: | Jason Krnac Néstor Valiente |

|                                                                 |           |            |
| Vinícius 2’, 5’, 8’, 25’ Ciço 22’ Falcão 27’ Betão 37’ Simi 38’ | Marcatori | 39’ Méndez |

| Arbitri: | Álvaro Sacarello Tales Goulart |

|                                  |                      |                                 |
| E. González 6’                   | Marcatori            | 13’ Osorio                      |
| Wilhelm Amas Giustozzi Cuzzolino | Tiri di rigore 4 – 3 | Araujo León Jara J. Ortiz Acuña |

| Rio de Janeiro 27 luglio 2007, ore 08:15 UTC-3                                                                  | Cuba      | 5 – 4 (3-2) referto                    | Ecuador | Riocentro |
| J. Martínez 8’ Morales 12’ , 35’ Y. Rodríguez 26’ Olivera 32’ Marcatori 12’ , 18’ Moyano 37’ Macías 40’ Delgado |           |                                        |         |           |
| |           |                                        |         |           |
| J. Martínez 8’ Morales 12’, 35’ Y. Rodríguez 26’ Olivera 32’                                                    | Marcatori | 12’, 18’ Moyano 37’ Macías 40’ Delgado |         |           |

| Rio de Janeiro 27 luglio 2007, ore 14:30 UTC-3                                          | Stati Uniti | 4 – 3 (2-1) referto         | Guatemala | Riocentro |
| Dusosky 5’ Morris 40’ ( t.l. ) , 40’ D'Ambra 40’ Marcatori 1’ , 34’ Mérida 14’ Coronado |             |                             |           |           |
|                                                                                         |             |                             |           |           |
| Dusosky 5’ Morris 40’ (t.l.), 40’ D'Ambra 40’                                           | Marcatori   | 1’, 34’ Mérida 14’ Coronado |           |           |

### Finale 7º posto
| Rio de Janeiro 28 luglio 2007, ore 16:30 UTC-3                                                                  | Ecuador   | 3 – 7 (1-3)                                                           | Guatemala | Riocentro |
| Delgado 6’ Galarza 29’ , 30’ Marcatori 10’ , 25’ , 37’ Coronado 14’ , 16’ Acevedo 34’ R. González 35’ Aristondo |           |                                                                       |           |           |
| |           |                                                                       |           |           |
| Delgado 6’ Galarza 29’, 30’                                                                                     | Marcatori | 10’, 25’, 37’ Coronado 14’, 16’ Acevedo 34’ R. González 35’ Aristondo |           |           |

### Finale 5º posto
| Arbitri: | Vladimir Maso Sandro Brechane |

|                              |                      |                      |
| Y. Rodríguez 17’ Morales 19’ | Marcatori            | 13’ Ball 18’ Dusosky |
|                              | Tiri di rigore 4 – 5 |                      |

### Finale 3º posto
| Arbitri: | Sandro Brechane Vladimir Maso |

|                                         |           |                                                              |
| Córdoba 4’ Colindres 12’, 19’, 27’, 44’ | Marcatori | 9’ A. Ortiz 23’ Jara 34’, 45’ J. Ortiz 37’ Osorio 48’ Araujo |

### Finale
| Arbitri: | Néstor Valiente Àlvaro Sacarelo |

|                                           |           |          |
| Falcão 1’, 11’ Vinícius 25’ Marquinho 39’ | Marcatori | 34’ Amas |